# Muñequito de Trapo
Albums de Selena
Alpha
(1986) And the Winner Is...
(1987)
Muñequito de Trapo est le quatrième album de Selena avec Los Dinos sorti en 1986.

## Titres
1. Brindis de Amor (Juan H. Barrón)
2. A Million To One (P. Medley)
3. El Ramalazo (Tomás Mèndez)
4. La Mirada (Juan H. Barròn)
5. Rama Caida (Juan H. Barrón)
6. Diferentes (Juan Gabriel)
7. Muñequito de Trapo (Juan H. Barrón)
8. Cuando Despierto (Ricky Vela)
9. Enamorada de Ti (Quintanilla III & Astudillo)
10. El Circo